# 厦门翔安国际机场
廈門翔安國際機場是中華人民共和國福建省廈門市一座正在興建中的國際機場，機場用地位於翔安區的大嶝岛和小嶝島之間，大部分用地於2013年11月起由抽取廈門附近沿海沙地填海造陸造成，於2022年1月4日全面開工建設航站樓，預計於2025年建成並於次年投入使用，為一座4F級民用機場，定位為中華人民共和國重要的國際機場、區域性樞紐機場、國際貨運口岸機場、兩岸交流門戶機場，是海島型機場。

## 命名
中國大陸的機場大多以所在區縣命名，由於廈門新機場落成於廈門市翔安區，因此機場被命名為「廈門翔安國際機場」。2025年1月24日，中国民用航空局批复同意将该机场命名为“厦门翔安国际机场”。

## 简况
廈門新機場規劃用地約50平方公里，飛行區等級為4F級，計劃建設4條跑道，可接待目前世界最大飛機起降；航站樓及配套占地面積約100萬平方米。
一期工程將於2025年建成，按照滿足年旅客吞吐量4,500萬人次、貨郵吞吐量75萬噸、飛機起降38萬架次的目標進行設計。項目總投資為536.85億元，其中機場工程386億元，新建2條遠距跑道，北跑道按4F標準建設，長3,800米、寬45米，南跑道按4E標準建設，長3,600米、寬45米（遠期根據機場發展實際情況，可適時延長至3,800米）；新建55萬平方米的航站樓，196個機位的站坪以及相關配套設施。
近期規劃目標年2030年，預測旅客吞吐量6,200萬人次、貨郵吞吐量100萬噸、飛機起降51萬架次，規劃在北一跑道北側增設3,600米長的北二跑道，在T1航站樓西側、進場路北側增設T2航站樓。建成後可以容納177架客機以及28架貨機的停機坪。
遠期（終端）2040年，按照滿足旅客吞吐量8,500萬人次、貨郵吞吐量200萬噸、飛機起降63萬架次的使用需求，規劃在南一跑道南側增設3,000米長的南二跑道，在T1航站樓西側、進場路南側增設T3航站樓。建成後將擁有4條跑道。

## 歷史
2007年，鑒於廈門高崎機場以及泉州晋江机场兩個閩南地區的航空樞紐都即將飽和並且難以擴建（均已被市区建筑包围）的情況，福建省人民政府決定在閩南地區修建一個新的大型機場以滿足日益增長的航空旅行需求。初始規劃為一期設計3,000萬年旅客流量，二期建成后達到設計流量6,000萬。由於對廈門以及閩南地區航空旅客預估不准確，機場容量後來屢次修改。2007年7月，新機場選址工作開始，分別有位於廈門漳州泉州三地共11處地點被納入考慮範圍：5個「上山」場址，分別位於廈門集美後溪、同安汀溪、翔安新圩、漳州龍海浮宮和廈泉交界處的石井、水頭附近；「下海」備選的6個場址中，分別是廈門翔安大嶝、翔安新店、翔安澳頭、同安洪塘，泉州晉江磁竈和漳州龍海紫泥。后經反覆論證認定廈門翔安區大嶝岛附近淨空條件較好，並且噪音影響較小，是最佳的地點。
2019年9月13日，廈門新機場總體規劃正式獲中國民用航空局批准。根據意見，廈門新機場定位為區域性樞紐機場、大型機場，明確按照近期2030年旅客吞吐量6,200萬人次、貨郵吞吐量100萬噸、飛機起降51萬架次。11月13日，廈門新機場定位為區域性樞紐機場、大型機場，終端2040年旅客吞吐量8,500萬人次、貨郵吞吐量200萬噸、飛機起降63萬架次進行規劃。近期將規劃北一、北二、南一共計三條跑道，新機場飛行區等級為4F級，跑道長度3,800米，屬國際最高等級。廈門新機場規劃以「一個主航站區、兩端進場、三座航站樓、四條跑道」作為終端格局。
2021年1月6日，廈門新機場用海初審獲得自然資源部批准。同年4月29日，國家發改委正式批准厦門新機場可行性研究报告，廈門新機場一期工程按照滿足年旅客吞吐量4,500萬人次、貨郵吞吐量75萬噸、飛機起降38萬架次的目標進行設計，新建2條遠距跑道，北跑道按4F標準建設，長3,800米、寬45米，南跑道按4E標準建設，長3,600米、寬45米（遠期根據機場發展實際情況，可適時延長至3,800米）；新建55萬平方米的航站樓，196個機位的站坪以及相關配套設施。。11月，廈門新機場航站區及配套工程初步設計獲中國民航局、福建省人民政府聯合批復。
2022年1月4日，廈門新機場全面開工。2023年8月31日，廈門翔安機場航廈（主樓+指廊）混凝土主體結構完工、北停車樓主體結構順利封頂，首批鋼結構屋蓋的吊裝工作亦同時開始。

## 機場容量設計
2007年，官方預估認為2020年廈門高崎國際機場客流量才能達到2,000萬人次，並且據此計劃了翔安機場的設計客流為一期3,000萬人次，啟用兩條跑道，二期6,000萬人次，啟用三條跑道。然而廈門高崎國際機場之年客流已于2013年達到1,983萬。同年廈門和泉州機場的客流總和已經超過2,200萬。
2010年，官方重新評估廈門以及周邊城市航空客流，預計2020年達到3,300萬。並且將機場預期計劃流量調整到一期4,000萬人次，二期7,500萬人次以適應更多的流量，同時將二期計劃的跑道增加到4條。
2014年初，由於2013年廈門高崎國際機場吞吐量已經逼近2,000萬（1,983萬），泉州晉江機場吞吐量也突破200萬，並且客流增長勢頭不減反增（增長百分比均超過兩位數）。廈門高崎國際機場之年客流已與2019年已經達到2,741萬。同年廈門和泉州機場的客流總和已經超過3,585萬。翔安機場預計容量再次被修改，為一期4,500萬人次，二期7,800萬人次，這個設計流量已與當時北京首都国际机场的水平相當。
廈門新機場總體規劃於2019年9月正式獲中國民用航空局批復，明確按照近期2030年旅客吞吐量6,200萬人次，終端2040年旅客吞吐量8,500萬人次。2021年4月，國家發改委正式批復廈門新機場項目可行性研究報告，根據國家發改委批復，廈門新機場一期工程按照滿足年旅客吞吐量4,500萬人次、貨郵吞吐量75萬噸的目標進行設計。

## 未來發展

### 與金門共用
2023年9月12日，中國大陸發布支持福建建設兩岸融合發展示範區的文件，表示將加快推進與金門「通電、通氣、通橋」，支持金門「共用廈門新機場」。對此，金門縣長陳福海對於陸方所提「共用廈門新機場」也表達正面看法，認為或可在金門霧季時做為備援轉降之機場以疏運旅客。而民眾黨主席兼2024年總統大選候選人柯文哲2023年5月到訪金門時主張興建「金廈大橋」，認為金門人直接到廈門的翔安國際機場就可以「飛出去了，簡單太多。」 大部分在地群眾亦表示支持，臺灣金門同鄉會總會總會長楊維居認為，廈金共用新機場是金門民生所需，認為「廈門翔安機場的通航，將為廈門與金門交流合作、攜手發展增添新動能。」而有金門民眾認為新機場「大大節省了時間成本、經濟成本，對...金門同胞來說，都是很大的便利」。

## 爭議

### 填海抽砂問題
自翔安機場抽砂填海工程開工後，鄰近的金門縣發現海岸嚴重侵蝕，與機場抽海砂填海有極大關聯。

### 空域重疊問題
工程開始前，機場所在的大嶝島和中華民國實控的金門縣最近距離本來僅有2公里，機場落成後，兩地最近的距離會被縮至只有1.5公里。而本機場距離金門尚義機場亦不到10公里，兩機場空域重疊率高達七成，極可能與當地往返臺灣的W6航路衝突，金門縣立委陳玉珍亦對將來可能出現的飛行安全問題表示擔憂，認為兩岸政府應就相關問題協商。